# Helinho
Hélder Fernando Cardoso da Costa (sinh ngày 6 tháng 7 năm 1995 ở Selho - Guimarães) hay Helinho, là một cầu thủ bóng đá người Bồ Đào Nha thi đấu cho Vizela, ở vị trí tiền vệ.

## Sự nghiệp bóng đá
Vào ngày 9 tháng 8 năm 2014, Helinho có màn ra mắt cho Vitória Guimarães B trong trận đấu tại Giải bóng đá hạng nhất quốc gia Bồ Đào Nha 2014–15 trước Feirense, khi anh đá chính hết trận.